# Klepp Station
Klepp Station (Klepp stasjon) er en jernbanestation på Jærbanen, en del af Sørlandsbanen, der ligger i Klepp kommune i Norge. Stationen består af tre spor og en øperron mellem spor 2 og 3. Perronen ved den tidligere stationsbygning er afspærret. Der er bus fra stationen til Kleppe og Verdalen.
Stationen åbnede 1. marts 1878 som en del af Jærbanen. Oprindeligt hed den Klep, men stavemåden blev ændret til Klepp omkring 1907. Stationen blev fjernstyret 7. juli 1964.
Da banen blev bygget, kom stationen af praktiske grunde til at ligge ved søen Frøylandsvatnet, ca. 3 km fra byen Kleppe. Efterfølgende opstod der en landsby omkring stationen, der fik navn efter den: Klepp stasjon.